# 454

## Události
- bitva na řece Nedao – Germánské kmeny usilující o nezávislost na Hunech v čele s kmenem Gepidů, porazili Huny na dnes neznámé řece v Panonii.
- 21. září - Aetius, vojevůdce západořímské římské armády, je v Raveně zavražděn císařem Západní říše Valentinianem III.[1]

## Úmrtí
- 21. září – zavražděn římský vojevůdce Flavius Aetius (* asi 396)
- ? - Ellak syn hunského vůdce Attily padl v bitvě na řece Nedao

## Hlavy států
- Papež – Lev I. Veliký (440–461)
- Východořímská říše – Marcianus (450–457)
- Západořímská říše – Valentinianus III. (425–455)
- Franská říše – Merovech (448–457)
- Perská říše – Jazdkart II. (439–457)
- Ostrogóti – Valamir (447–465/470)
- Vizigóti – Theodorich II. (453–466)
- Vandalové – Geiserich (428–477)